# Christopher Wernitznig
Christopher Wernitznig, né le 24 février 1990 à Villach, est un footballeur autrichien. Il évolue au poste de milieu gauche au SV Ried.

## Biographie
Christopher Wernitznig joue plus de 200 matchs en première division autrichienne. Il inscrit huit buts en championnat lors de la saison 2011-2012, ce qui constitue sa meilleure performance.
Avec le club du Wolfsberger AC, il joue quatre matchs en Ligue Europa lors de la saison 2015-2016.